# Vermelho Texas

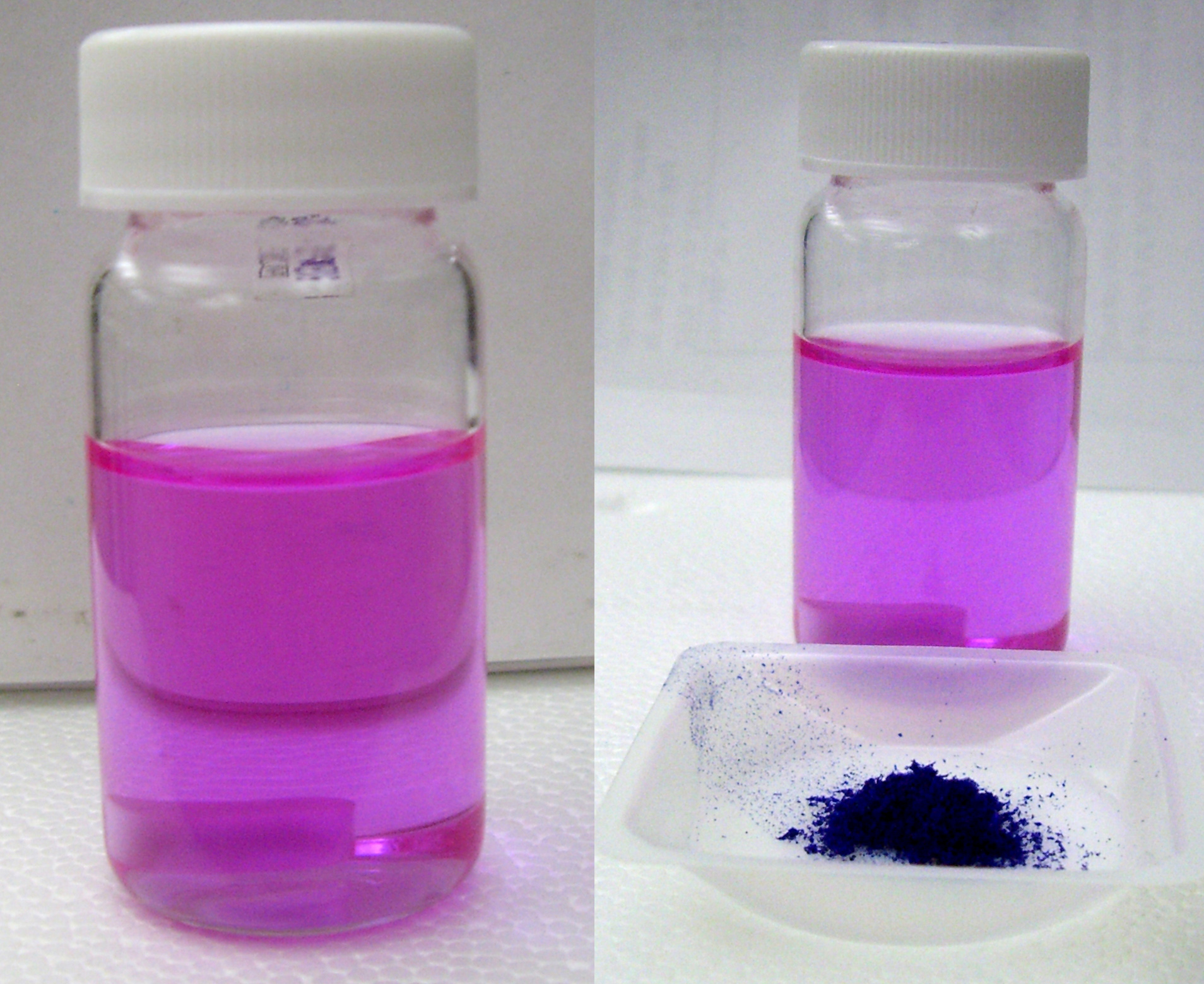
A solução no frasco (15 ml) contém 0,009 mg/ml de vermelho Texas em DMF. O pó do corante puro é violeta escuro.

Vermelho Texas ou cloreto ácido de sulforodamina 101 é um corante fluorescente vermelho, usado em histologia para coloração de espécimes de células.